# Санніков Геннадій В'ячеславович
Геннадій В'ячеславович Санніков (рос. Геннадий Вячеславович Санников; нар. 5 жовтня 1941, Черемхово, Іркутська область, РРФСР — пом. 12 грудня 2017, Єкатеринбург, Росія) — радянський футболіст та тренер. Більшу частину кар'єри провів у клубі «Уралмаш» зі Свердловська. Рекордсмен вище вказаного клубу за кількістю проведених матчів (354). Майстер спорту СРСР із 1968 року. Складався у КПРС.

## Життєпис
Розпочинав кар'єру у клубі «Шахтар» із рідного міста Черемхово, фіналіст Кубку РРФСР серед колективів фізичної культури 1961 року. Потім виступав за команди «Ангара» (Іркутськ) та «Армієць» Улан-Уде (1963 року — ФК «Байкал»). Наступну кар'єру (1966-1975) провів у клубі «Уралмаш» (Свердловськ), у складі якого став рекордсменом за кількістю проведених матчів. У сезоні 1969 року (під час виступу «Уралмашу» у вищій лізі країни) провів на полі всі 34 матчі та відзначився одним автоголом.
З 1978 по 1980 працював тренером «Уралмашу».
Помер 12 грудня 2017 року в Єкатеринбурзі. Похований на Широкоріченському цвинтарі.